# Ragnarök (Fernsehserie)
Ragnarök ist eine norwegischsprachige dänische Fantasy- und Coming-of-Age-Fernsehserie von Adam Price mit David Stakston in der Hauptrolle des Schülers Magne, der mit seinem Bruder und seiner Mutter in der fiktiven norwegischen Kleinstadt Edda ein neues Leben anzufangen versucht.
Die Serie verbindet das Thema Umweltverschmutzung und -zerstörung mit der Nordischen Mythologie (hier speziell die Themenkreise der Edda und des Weltuntergangs Ragnarök). Sie ist eine Produktion der dänischen SAM Productions für den US-amerikanischen Video-on-Demand-Anbieter Netflix. Die Erstveröffentlichung fand am 31. Januar 2020 über Netflix statt. Im März 2020 verlängerte Netflix die Serie um eine zweite Staffel, die am 27. Mai 2021 veröffentlicht wurde. Am 11. November 2021 wurde verkündet, dass es eine dritte und gleichzeitig letzte Staffel geben wird. Diese wurde am 24. August 2023 auf Netflix veröffentlicht.

## Handlung
Die Brüder Magne und Laurits ziehen mit ihrer verwitweten Mutter Turid wieder in ihren Heimatort Edda in Westnorwegen. Die Stadt leidet unter der Erderwärmung und Gletscherschmelze und rätselhaften Vergiftungserscheinungen. Als der gutmütige Magne einem Rollstuhlfahrer behilflich ist, kommt eine ältere Frau auf ihn zu und streicht ihm über die Stirn. Von da an entwickelt er ungeahnte körperliche Kräfte und Fähigkeiten. Auch seine Kurzsichtigkeit verschwindet.
In der Schule freundet sich Magne mit der Umweltaktivistin und Bloggerin Isolde an. Diese ist auf der Suche nach den Verursachern der Umweltschäden. Sie vermutet, dass dahinter die in Familienbesitz befindliche Firma Jutul steckt. Der Unternehmer Vidar regiert praktisch die Stadt, seine Ehefrau Ran ist die Direktorin des Gymnasiums, deren Tochter Saxa besucht die gleiche Schulklasse wie Magne und Laurits und deren Sohn Fjor besucht ebenfalls dieselbe Schule. Als Isolde unter mysteriösen Umständen ums Leben kommt, beginnt Magne nachzuforschen.
Im Verlauf der Handlung zeigt sich, dass die vier Mitglieder der Familie Jutul in Wahrheit zu den unsterblichen Riesen (Jötunn) gehören, die seit Jahrtausenden unerkannt unter den Menschen leben und diesen und den Göttern feindlich gesinnt sind. Magne verwandelt sich zunehmend in eine Inkarnation des Gottes Thor, des Beschützers der Welt der Menschen. Als sich herausstellt, dass Laurits’ Vater in Wirklichkeit Vidar ist, wird Laurits zu Loki, der zwischen der Welt der Riesen und der Götter hin- und hergerissen wird. Zunehmend wird er sich auch seiner Transidentität bewusst. Zu Hilfe kommen Magne seine Freundin Iman Reza, die plötzlich als Inkarnation der nordischen Göttin Freya hypnotische Überzeugungskräfte entwickelt und in dem Pflegeheim arbeitet, in dem der scheinbar auf einen Rollstuhl angewiesene Bewohner Wotan Wagner lebt, dem Magne zu Beginn behilflich war. Dieser entpuppt sich als der einäugige Gott Wodan.
In der zweiten Staffel sucht Magne nach Verbündeten, um gegen die Riesen anzukämpfen, verliert zwischenzeitlich den Mut und möchte sich ändern. Es wird ihm allerdings schnell klar, dass es in seiner Verantwortung steht, etwas zu ändern, was ihn dazu bewegt weiterzumachen. Nachdem er eine Gruppe Verbündeter gefunden hat, muss Magne eine Replica des Hammers von Thor, Mjölnir, herstellen. Dafür muss er das ewige Feuer finden, welches sich in einer alten Fabrik der Jutuls befindet. Mit einem von Wodan entwickelten Plan möchte die Gruppe in die Fabrik einbrechen, um den Hammer fertigzustellen, der zuvor von Harry (Reinkarnation von Tyr) geschmiedet wurde. Dieser Einbruch hat Konsequenzen, denn bei einem Ablenkungsmanöver von Wodan wird dieser verhaftet, und sowohl Harry als auch Iman werden von Fjor niedergeschlagen. Magne hingegen schafft es auf die Berge und ruft einen starken Blitz hervor, der Mjölnir mit mystischen Mächten auflädt und die Wiedergeburt Thors damit vollendet. Damit fängt der Krieg der Riesen und Götter erst richtig an.
Die dritte Staffel schließt in sechs Episoden die Geschichte um Magne ab. Was zunächst wie ein unaufhaltsames Zutreiben auf einen unabwendbaren Konflikt scheint, wird in mehreren Versuchen verzögert, so beispielsweise durch eine Affäre Magnes mit Saxa, welche nach ihrem Verrat in der zweiten Staffel von ihrer Familie gedemütigt und in „Knechtschaft“ gehalten wird, oder mehrere Abkommen, die dann wieder gebrochen werden. Der Endkampf, die Götterdämmerung Ragnarök, scheint unmittelbar bevorzustehen. In der finalen Konfrontation stoppt Magne in seiner Rolle als Thor und Anführer der Götter in der Schlacht den Wahnsinn und kann die Götter und Riesen zu einem endgültigen Frieden bewegen. Kurz darauf begreift Magne bei der Zeremonie zur Verleihung der Abiturzeugnisse, dass er die Realität mit den Vorstellungen und Phantasien vermischt hat, die er aus den Thor-Comic-Heften seiner Kindheit hat. In einer Montage der harmlosen Realität in Überblendung mit der Zeugnisverleihung wird das fantastische Abenteuer als schizophrene Episoden Magnes offenbart. Die zunächst überlappenden und nicht klar getrennten Bereiche von Realität und Halluzination werden dabei immer deutlicher voneinander getrennt, bis Magne nach einer (letzten) Halluzination der tödlichen Verwundung Thors durch die Midgard-Schlange den Saal verlassen kann und mit seinem Bekannten- und Freundeskreis auf das Abitur anstößt.

## Figuren

### Familie Seier
Magne Seier

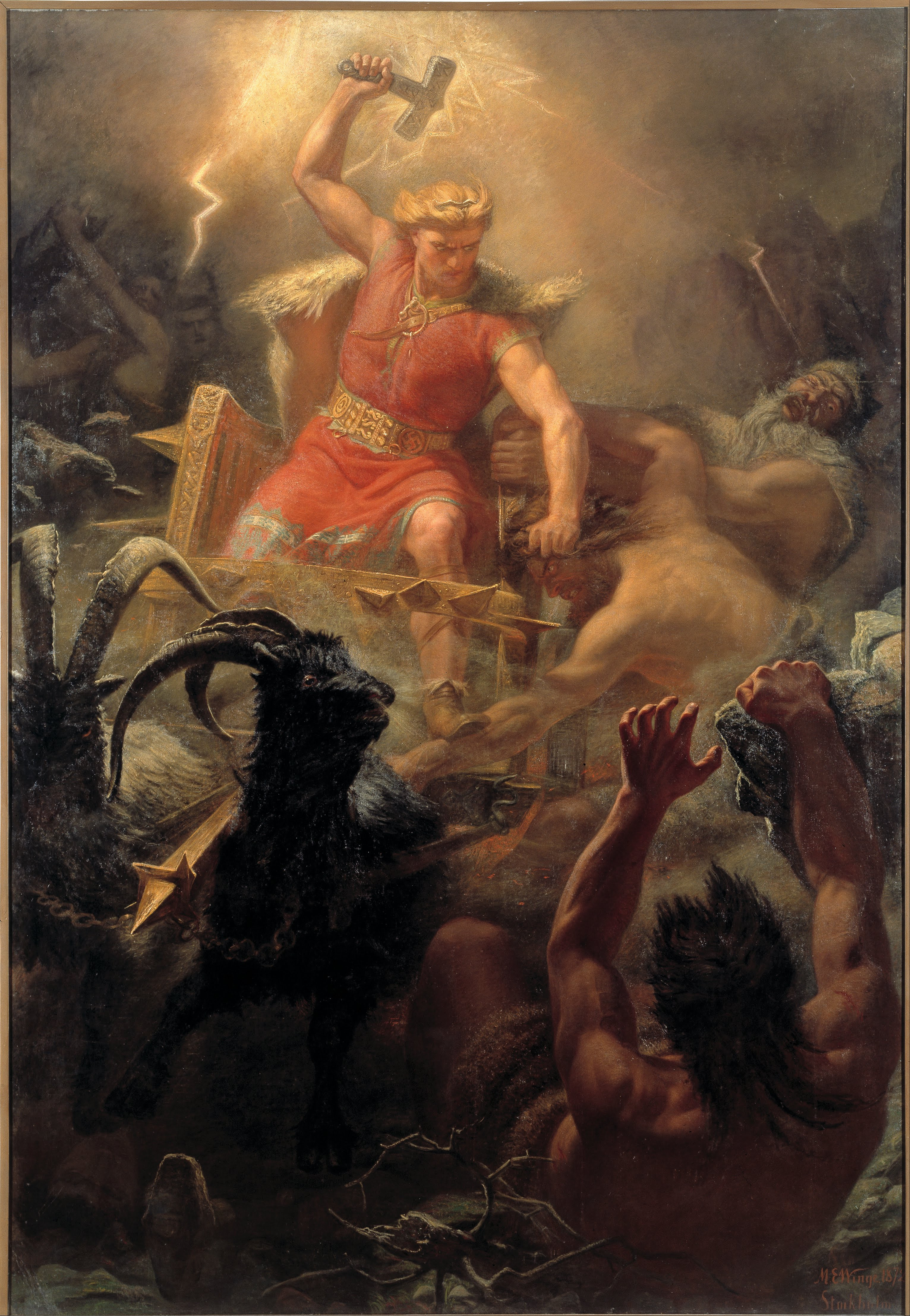
Thor kämpft gegen die Riesen (von Mårten Eskil Winge, 1872)

Die Hauptfigur, schweigsam, schüchtern, unbeholfen, aber ein eifriger Beschützer der Gerechtigkeit. Als er nach vielen Jahren in seine Heimatstadt Edda zurückkehrt, erfährt er, dass er die Reinkarnation des nordischen Gottes Thor ist.
Laurits Seier
Jüngerer Bruder des Protagonisten. Zynisch, selbstsüchtig und oft hinterlistig, ist er, wie wir zwischen der ersten und zweiten Staffel erfahren, die Reinkarnation des Trickster-Gottes Loki. Eine gewisse Zeit lang war er unerwiderten Herzens an Fjor Jutul interessiert.
Turid Seier
Verwitwete Mutter von Magne und Laurits. Einst Vidar Jutuls Geliebte, beginnt sie nach ihrer Rückkehr nach Edda bei Jutul Industries zu arbeiten. Sie kämpft darum, das Haus und das Leben ihrer zwei turbulenten Kinder zu managen, während sie von Depressionen und wirtschaftlicher Not geplagt wird.

### Familie Jutul
Die Mitglieder der Familie Jutul sind Inkarnationen des ältesten Göttergeschlechts (Jötunn, Riesen) der altnordischen Mythologie. Um Probleme für die Firma Jutul zu vermeiden, verbirgt die Familie das Geheimnis, Riesen zu sein.
Vidar Jutul

Eigentümer von Jutul Industries, Ehemann von Ran Jutul und Vater von Fjor und Saxa Jutul. Mit seinem schwierigen und grausamen Temperament gelingt es ihm, die öffentliche Meinung und die Behörden zu beeinflussen.
Ran Jutul

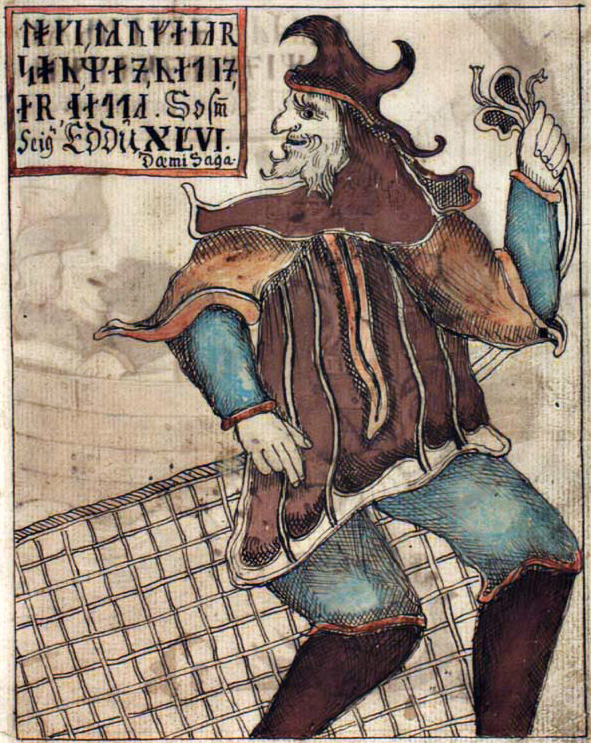
Laurits Seier ist die Inkarnation von Loki. Das Bild zeigt Loki mit einem Fischernetz (per Reginsmál), dargestellt in einem isländischen Manuskript aus dem 18. Jahrhundert (SÁM 66)

Sie ist Vidar Jutuls Frau, Mutter von Saxa und Fjor und Direktorin der Schule, in der Magne und Laurits eingeschrieben sind, als sie nach Edda zurückkehren. Autoritär und nur scheinbar freundlich und hilfsbereit, ist sie wie ihr Mann in der Lage, die öffentliche Meinung und die Behörden zu beeinflussen.
Fjor Jutul
Sohn von Vidar Jutul, Eigentümer von Jutul Industries, und Ran, und Bruder von Saxa. Arrogant und egozentrisch, aber bereit, mehr über menschlichen Altruismus zu lernen, fühlt er sich romantisch zu Gry hingezogen.
Saxa Jutul
Sie ist die Tochter von Vidar Jutul und Ran sowie die Schwester von Fjor. Sie ist eingebildet und hochmütig und wird in der ganzen Schule für ihr gutes Aussehen bewundert. Sie ist die Reinkarnation der Riesin Járnsaxa. Sie hat anfangs eine enge Freundschaft mit Gry, distanziert sich aber auf Drängen ihrer Familie von ihr.

### Nebendarsteller
Wenche (Staffeln 1–2)
Die ältere Kassiererin von Eddas Supermarkt ist die erste Person, die mit Magne und Iman in Kontakt tritt und für die Erweckung ihrer jeweiligen Kräfte verantwortlich ist. Sie ist eine Seherin (Völva) im Dienste der Götter von Asgard.
Isolde Eidsvoll (Staffeln 1–2)

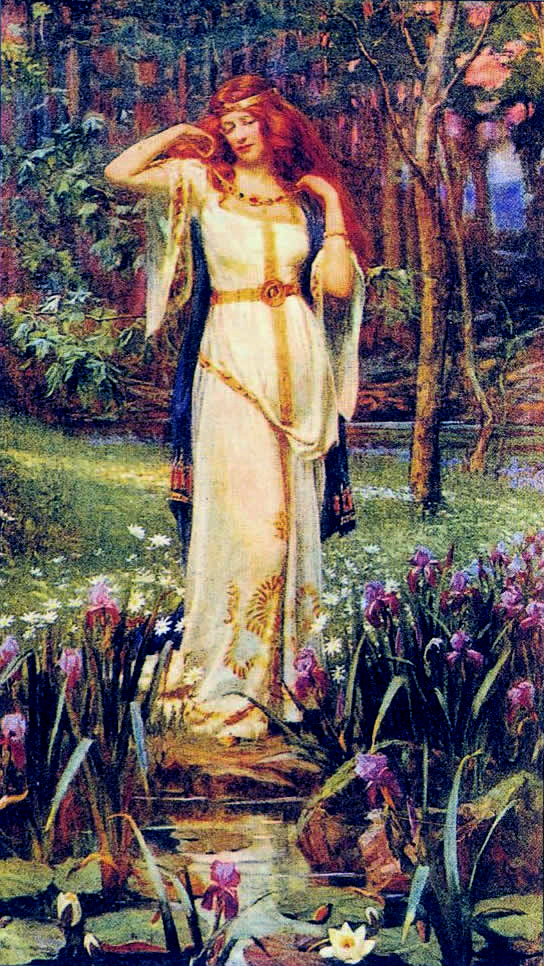
Iman Reza ist die Inkarnation von Freya. Das Gemälde von James Doyle Penrose (1862–1932) stellt Freya dar.

Die erste Person, mit der Magne nach seiner Ankunft in Edda eine Freundschaft schließt. Als überzeugte Umweltschützerin ist sie vom Rest der Klasse isoliert und behauptet seit langem, dass die starke Umweltverschmutzung Eddas von Jutul Industries verursacht wird, gegen die sie versucht, so viele Beweise wie möglich zu sammeln. Ihr Kampf wird der Auslöser dafür sein, dass Magne herausfindet, was sie mit ihren Kräften anfangen soll. Nach ihrem Tod erscheint sie in der zweiten Staffel Magne mehrfach als Vision und leitet ihn. Sie ist in Saxa verliebt.
Gry Isungset (Staffeln 1–2)
Klassenkameradin von Magne und Laurits. Sie ist freundlich und hilfsbereit, auch wenn sie sich anfangs von Magnes Eigenheiten gestört fühlt. Sie scheint sich anfangs für ihn zu interessieren, was er auch erwidert, zieht schließlich aber Fjor Jutul vor. Magne und Gry entwickeln eine Freundschaft.
Iman Reza (ab Staffel 1)
Sie ist eine Klassenkameradin von Magne und Laurits und kam kurz nach ihnen in der Stadt an. Sie ist die Reinkarnation der nordischen Göttin der Liebe und der Ehe (Freya).
Wotan Wagner (ab Staffel 1)
Ein wortkarger, älterer Querschnittsgelähmter; wenn er aber redet, sind Magne und die anderen, die ihm zuhören, immer sprachlos. Er ist die Reinkarnation von Odin, dem Vater von Thor und König der Götter von Asgard.
Erik Eidsvoll (Staffeln 1 bis heute)
Er ist der Geschichtslehrer von Magne und Laurits an Eddas Schule und der Vater von Isolde. Magne und später auch Laurits stellen ihm Fragen zu nordischer Mythologie, da sie in ihm einen Experten sehen. Dadurch hilft er ihnen bei ihrer Entwicklung weiter.
Oscar Bjørnholt (Staffeln 1 bis heute)
Anfänglich ein Freund von Fjor und Saxa und ihr Schulkamerad, wendet er sich dann der Umwelt zu, um gegen die von Jutul Industries verursachten Schäden zu protestieren.
Yngvild Bjørnholt (seit Staffel 1)
Polizeichefin in Edda und Mutter von Oscar. Sie steht im Einfluss von Ran Jutul.
Signy (2. Staffel)

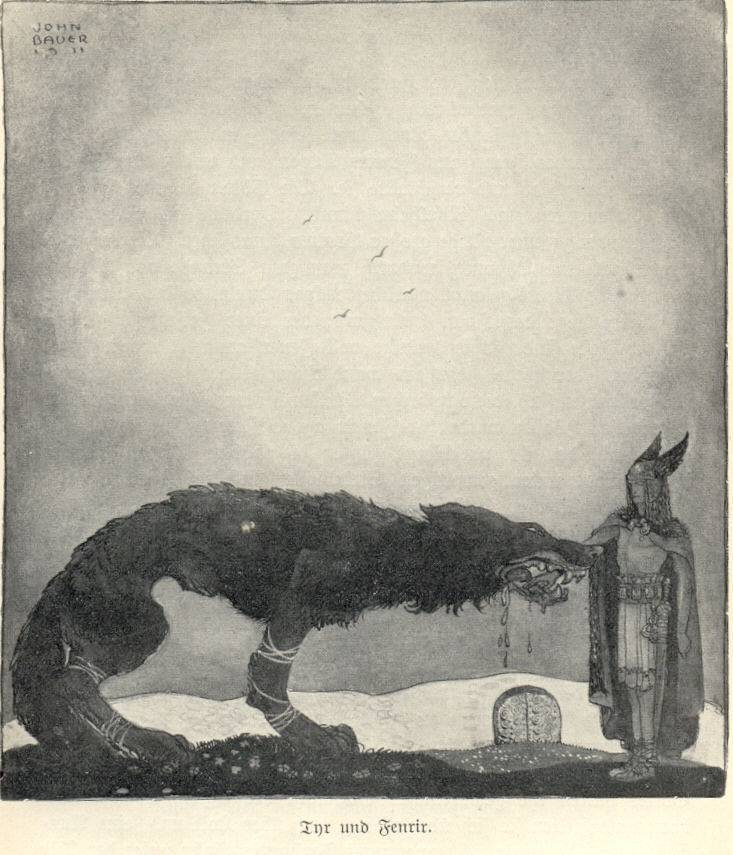
Harry ist die Inkarnation von Tyr. Auf dem Bild von John Bauer (1911) beißt der Fenriswolf Tyrs Hand ab.

Sie ist eine Freundin und geht ebenfalls auf Eddas Schule und engagiert sich für die Umwelt, um gegen die von Jutul Industries verursachten Schäden zu protestieren. Sie zeigt ein romantisches Interesse an Magne.
Harry (seit Staffel 2)
Mechaniker, der dank der Hilfe von Iman zu Magnes Team stößt. Er ist die Reinkarnation des Gottes Týr, Gott des Kampfes und Bewahrer der Rechtsordnung.

## Besetzung und Synchronisation
Die deutsche Synchronisation entstand unter der Dialogregie von Christoph Seeger nach der Übersetzung von Ingo Sundmacher durch die Synchronfirma Berliner Synchron.

### Hauptdarsteller
| Rollenname                                                 | Schauspieler            | Episoden  | Synchronsprecher     |
| ---------------------------------------------------------- | ----------------------- | --------- | -------------------- |
| Magne Seier (Thor)                                         | David Stakston          | 1.01–3.06 | Tim Schwarzmaier     |
| Laurits Seier (Loki)                                       | Jonas Strand Gravli     | 1.01–3.06 | Patrick Keller       |
| Saxa Jutul (Jarnsaxa, „Tochter“ in der Familie der Riesen) | Theresa Frostad Eggesbø | 1.01–3.06 | Josephine Schmidt    |
| Fjor Jutul („Sohn“ in der Familie der Riesen)              | Herman Tømmeraas        | 1.01–3.06 | Marc Bluhm           |
| Gry Isungset                                               | Emma Bones              | 1.01–2.04 | Lisa May-Mitsching   |
| Turid Seier                                                | Henriette Steenstrup    | 1.01–3.06 | Heike Schroetter     |
| Ran Jutul („Mutter“ in der Familie der Riesen)             | Synnøve Macody Lund     | 1.01–3.06 | Christin Marquitan   |
| Vidar Jutul („Vater“ in der Familie der Riesen)            | Gísli Örn Garðarsson    | 1.01–2.03 | Matthias Deutelmoser |

### Nebendarsteller
| Rollenname                                        | Schauspieler                         | Episoden                                | Synchronsprecher                                      |
| ------------------------------------------------- | ------------------------------------ | --------------------------------------- | ----------------------------------------------------- |
| Erik Eidsvoll                                     | Odd-Magnus Williamson                | 1.01–2.01, 2.03–2.05                    | Felix Spieß                                           |
| Oscar Bjørnholt                                   | Tani Dibasey                         | 1.01–2.05                               | Amadeus Strobl                                        |
| Hilde                                             | Kornelia Eline Skogseth              | 1.01–1.06                               | Jelena Baack                                          |
| Wenche (Völva)                                    | Eli Anne Linnestad                   | 1.01–2.02                               | Sabine Walkenbach                                     |
| Jenny                                             | Karoline Petronella Ulfsdatter Schau | 1.01–1.04, 1.06, 2.02–2.03, 2.05        | Magdalena Höfner                                      |
| Nygaard                                           | Geir-Atle Johnsen                    | 1.01–1.02, 1.04, 1.06, 2.04             | Gunnar Helm                                           |
| Yngvild Bjørnholt                                 | Iselin Shumba Skjævesland            | 1.02–1.03, 1.05–2.02, 2.06              | Antje Thiele                                          |
| Bjorg                                             | Line Verndal                         | 1.03, 1.05–1.06, 2.02–2.04              | Janine Kreß                                           |
| Iman Reza (Freya)                                 | Danu Sunth                           | 1.04–3.06                               | Christina Wöllner (1.04–1.06) Laura Elßel (2.01–2.06) |
| Isolde                                            | Ylva Bjørkaas Thedin                 | 1.01–1.02, 1.05, 2.01, 2.03, 2.05, 3.06 | Leonie Dubuc                                          |
| Signy                                             | Billie Barker                        | 2.01–3.06                               | Rieke Werner                                          |
| Wotan Wagner (Odin)                               | Bjørn Sundquist                      | 1.01, 1.03, 2.01–3.06                   | Jan Spitzer                                           |
| Moland                                            | Jesper Malm                          | 2.02–3.02, 3.04–3.06                    | Frank Röth                                            |
| Jens (Balder)                                     | Vebjørn Enger                        | 2.02–3.06                               | François Goeske                                       |
| Harry (Tyr)                                       | Benjamin Helstad                     | 2.01–3.06                               | Tobias Müller                                         |
| Halvor Lange („Dunkler Elf“, zwergischer Schmied) | Espen Sigurdsen                      | 2.01, 2.03, 2.06, 3.05–3.06             | -                                                     |
| Kiwi (Heimdall)                                   | Ruben Rosbach                        | 2.01, 2.03, 2.05–3.01, 3.03–3.06        | -                                                     |

## Produktion und Ausstrahlung

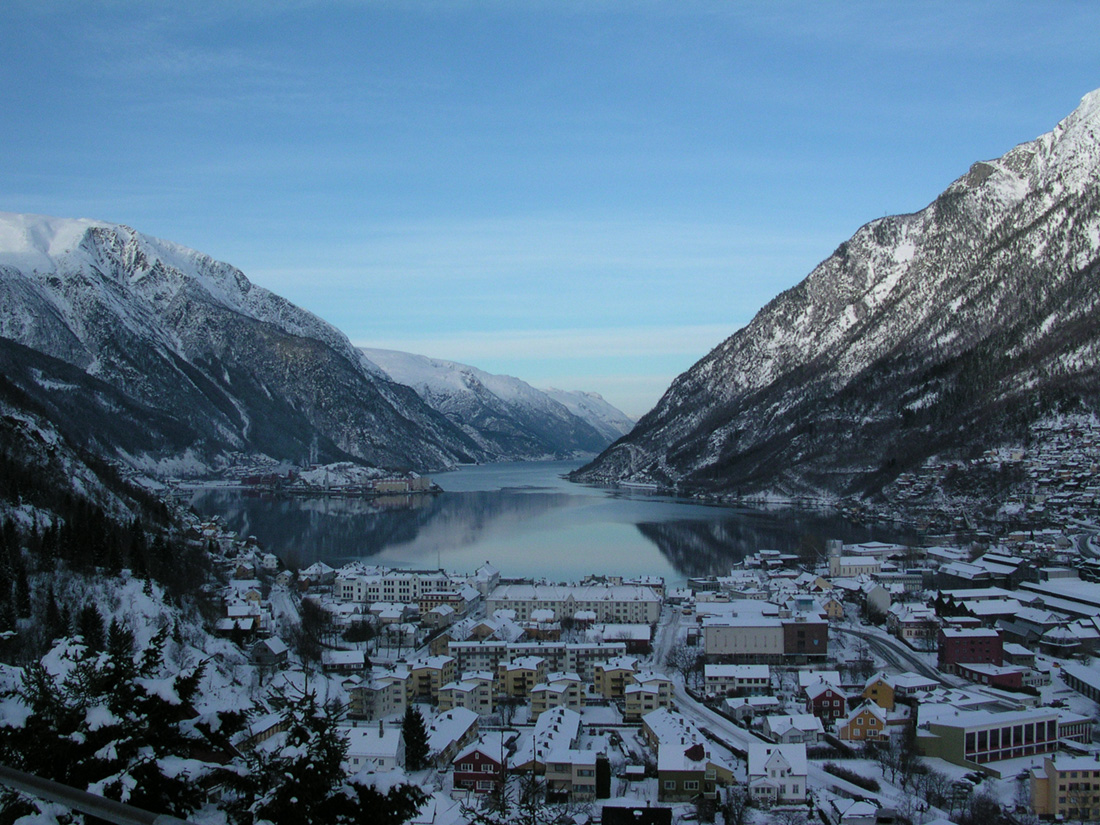
Drehort Odda, in der Serie leicht in Edda abgeändert.
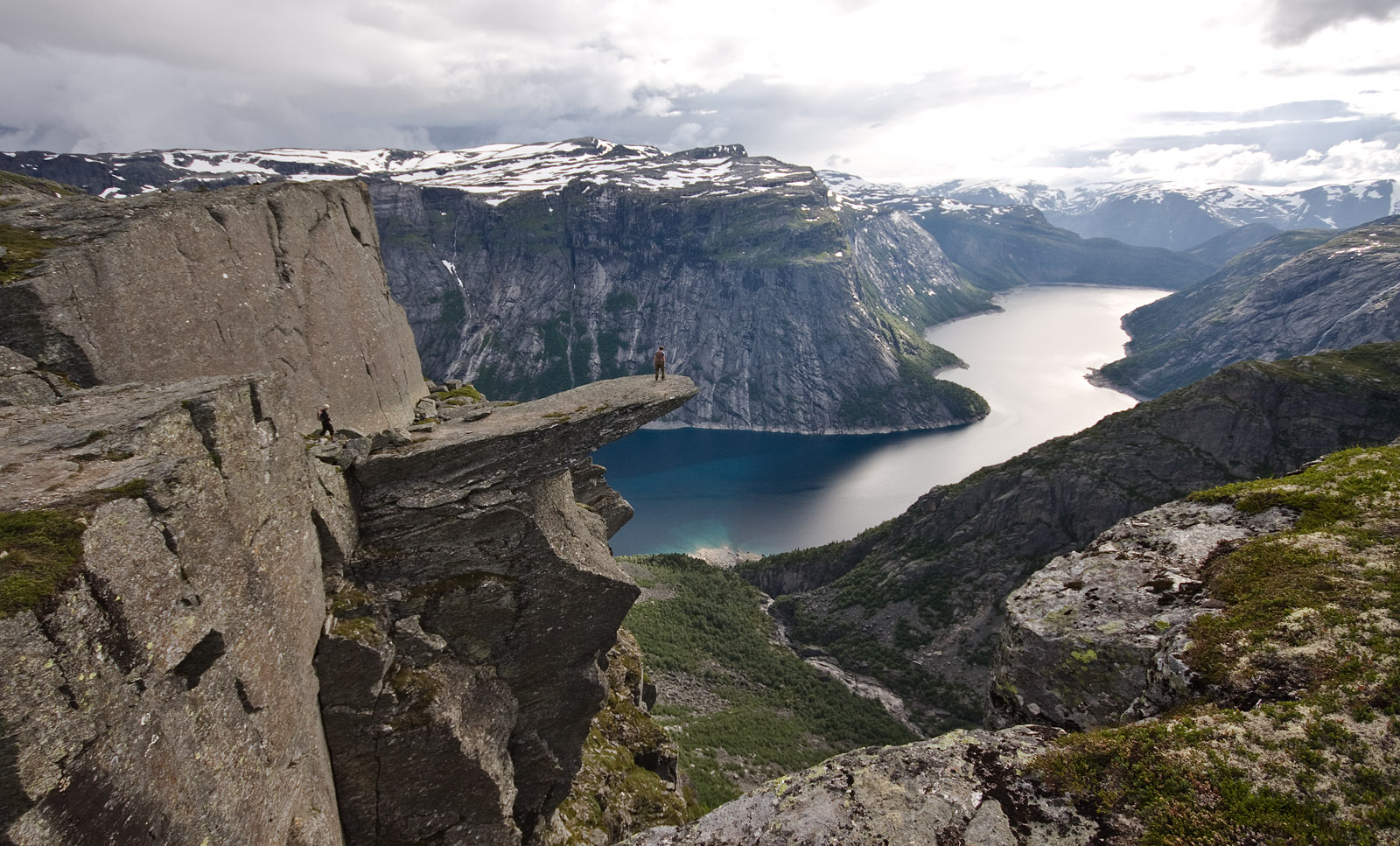
Blick auf die Trolltunga am Rande des Hardangervidda, wo Vidar (Gísli Örn Garðarsson) nackt einen Urschrei auf der „Trollzunge“ herausschreit.

Die Dreharbeiten für die erste Staffel begannen im März 2019 in Odda im Bezirk Hordaland, Norwegen, und die für die zweite Staffel im September 2020. Die Serie wird von der dänischen Produktionsfirma SAM Productions produziert.
Die erste Staffel erschien am 31. Januar 2020 und die zweite seit 27. Mai 2021 bei Netflix.
Gedreht wurde überwiegend in der an einem Fjord gelegenen Industriestadt Odda in Norwegen. Der Name der Stadt wurde für die Serie leicht in Edda verändert, um den in der Serie zentralen Bezug zur Welt der nordischen Mythen und Sagen herzustellen. Die zahlreichen Aufnahmen in den Bergen fanden ebenfalls in der Nähe von Odda statt. So ist der Felsvorsprung Trolltunga in den Bergen oberhalb des zur gleichen Kommune wie Odda gehörenden Ortes Tyssedal in einigen Folgen zu sehen.

## Episodenliste

### Staffel 1
| Nr. (ges.) | Nr. (St.) | Deutscher Titel            | Originaltitel              | Regie           | Drehbuch                               |
| --- | --------- | -------------------------- | -------------------------- | --------------- | -------------------------------------- |
| 1 | 1         | Der Neue                   | Ny gutt                    | Mogens Hagedorn | Adam Price                             |
| Magne, seine Mutter und sein Bruder Laurits kehren in die norwegische Stadt Edda zurück, in der ihr Vater, als sie Kinder waren, unter mysteriösen Umständen starb. Als sie in die Stadt einfahren, bleibt ihr Auto hinter einem alten Mann in einem elektrischen Rollstuhl stecken. Magne steigt aus dem Auto aus, um zu helfen, und wird von der Frau des alten Mannes angesprochen. Sie sagt Magne, er sei ein guter Junge, schaut ihn intensiv an und berührt seine Stirn. In seinen Augen flackert eine Veränderung auf. Die Brüder beginnen das örtliche Gymnasium zu besuchen und der unbeholfene Magne freundet sich mit der Umweltschützerin Isolde an, die der Familie Jutul die Schuld an der Umweltverschmutzung in der Region gibt. Er und Isolde wandern zu dem Gletscher, den sie beobachtet hat. Der Zuschauer sieht, wie Vidar sich auf dem Berg auszieht, sich an ein Rentier heranpirscht, ihm das Herz herausreißt, es isst und anschließend auf der Trollzunge (Trolltunga) nackt einen Urschrei austößt. Eine Sms seines Bruders, die andeutet, dass seine Mutter in Schwierigkeiten ist, lässt Magne den Berg hinunterlaufen. Entsetzt sieht er, wie Isolde mit dem Gleitschirm in eine Stromleitung fliegt und stirbt. In der Nacht schleudert der verzweifelte Magne den Vorschlaghammer seiner Mutter in ein Gewitter. Mit einem Blitz verschwindet er in den Wolken. |           |                            |                            |                 |                                        |
| 2 | 2         | 541 meter                  | 541 Meter                  | Mogens Hagedorn | Simen Alsvik                           |
| Der Hammer flog mehr als 1500 Meter weit und landete in Vidars Windschutzscheibe. Magnes Mutter gibt Magne die Schuld. Die Schule betrauert Isoldes Tod. Die Polizei behauptet, dass Isolde vom Blitz getroffen wurde, bevor sie in die Stromleitung einschlug, aber Magne findet heraus, dass das Gewitter erst später anfing. Im Supermarkt sagt Wenche zu Turid: „Die Reise des Helden hat begonnen.“ Magne wirft einen neuen Hammer 541 Meter weit. Laurits spottet, als Magne ihm erzählt, dass er den Hammer 1,5 Kilometer weit geworfen hat und bittet ihn, sich für den bevorstehenden Tanz vorzubereiten. Laurits zieht eines der alten Hemden seiner Mutter zum Tanz an. Vidar und seine Frau diskutieren über die Schwächen der Menschen und er gibt zu, dass er Isolde getötet hat. Er sucht nach ihrem Handy, auf dem sich belastende Fotos von der illegalen Müllentsorgung durch Jutul Industries befinden. Auf dem Schulball geschehen merkwürdige Dinge. Fjor legt Rockmusik in der alten Sprache auf und diese Musik scheint die Jutuls zu beeinflussen. Ran ist sexuell erregt, während Fjor und Saxa einen seltsamen Tanz aufführen und sich überraschenderweise Laurits dem Tanz anschließt. Laurits und Oscar hängen mit Fjor ab, dessen Schändung von Isoldes Grabmal Oscar auf Instagram postet. Vidar empfängt Fjor zu Hause: „Sie haben uns einst verehrt … Wir haben immer noch das Sagen … Du hast mich angepisst …“ Er verprügelt Fjor brutal. Gry, die bei Saxa übernachtet, sieht es und blickt hinter die Fassade von Vidar. Die Seiers kommen von Isoldes Beerdigung zurück und finden ihr Haus verwüstet vor. |           |                            |                            |                 |                                        |
| 3 | 3         | Jutulheim                  | Jutulheim                  | Mogens Hagedorn | Marietta von Hausswolff von Baumgarten |
| Jötunheim ist in der nordischen Mythologie der Lebensraum der Riesen, der östlich von Midgard in Utgard liegen soll. Ein Junkie, der Laurits’ Kopfhörer aus dem Haus gestohlen hat, teilt den Brüdern Seier mit, dass das Haus bereits durchwühlt war und dass Vidars Auto am Tatort stand. Magne teilt seinen Verdacht gegen Vidar der Schulberaterin mit, die es Ran erzählt. Sie überbringt die schlechte Nachricht an Vidar. Erik gibt Magne den Computer von Isolde. Fjor, Gry, Saxa und Laurits machen einen Ausflug. Ein Vogel fliegt gegen die Windschutzscheibe. Er ist noch am Leben: Saxa isst ihn. Als Magne die Polizistin Bjornholt auf die Ungereimtheiten rund um Isoldes Tod anspricht, stellt sie seine eigene Geschichte in Frage: In einer halben Stunde hat er eine Strecke zurückgelegt, für die er 90 Minuten braucht, und sagt ihm, dass es besser ist, manche Dinge nicht zu hinterfragen. Später läuft er 100 Meter in 7 Sekunden, 2,5 Sekunden schneller als der Weltrekord. Vidar tötet den Süchtigen und sieht, wie Magne von einem Schneepflug überfahren wird. Er teilt den Jutuls mit, dass Magne tot ist, und informiert seine „Familie“ darüber, dass sie keine intimen Beziehungen mehr mit Menschen eingehen dürfen. Es ist nicht sicher. In der Schule ist Saxa erstaunt, Magne unversehrt zu sehen. Die Jutuls laden Magne und Laurits zum Abendessen ein. Der Alkohol hat keine Wirkung auf Magne, bis sie ihm Met geben. Beim Armdrücken mit Ran sieht er ihre schockierende wahre Gestalt und verliert. Sein eigenes Spiegelbild im Badezimmer zeigt einen bärtigen, blutigen Krieger. |           |                            |                            |                 |                                        |
| 4 | 4         | Ginnungagap                | Ginnungagap                | Jannik Johansen | Cristian Gamst Miller-Harris           |
| Ginunngagap ist in der Edda der leere Raum am Anfang der Welt. In dieser Folge setzt Magne Isoldes Arbeit fort, indem er die Jutuls und ihre Rolle in Eddas Wasserverschmutzungsproblem untersucht, während er mehr über seine Fähigkeiten lernt und den zunehmend misstrauischen Jutuls ausweicht. Magnes Mutter freundet sich mit Isoldes Vater Erik an. Magne und der Sohn der Jutuls, Fjor, sind beide romantisch an Gry interessiert, die sich für beide zu interessieren scheint. Auf einem Schulausflug in die Berge gesteht Magne Gry seine Liebe, aber sie entscheidet sich, mit Fjor zu gehen. Als er sieht, wie Vidar rohes Rentierfleisch zerschneidet, stellt Magne fest, dass es mit dem Blut von Isoldes Jacke übereinstimmt, als sie starb. Magne schließt daraus, dass Vidar die ganze Zeit hinter Isoldes Tod steckte, und warnt ihn, dass er damit nicht durchkommen wird. Nachdem Magne Fjor und Gry gefolgt ist, schickt Vidar Trym, den Höllenhund, um ihn zu töten. Trym ist dazu jedoch nicht in der Lage und wird von Magne in Notwehr getötet. Gry bemerkt, dass mit der Familie Jutul etwas nicht stimmt. Es gibt jahrhundertealte Fotos und noch ältere Kunstwerke, auf denen die Jutuls körperlich unverändert zu sehen sind. |           |                            |                            |                 |                                        |
| 5 | 5         | Ordnungszahl 48            | Atomnummer 48              | Jannik Johansen | Christian Gamst Miller-Harris          |
| Im Periodensystem der Elemente hat Cadmium die Ordnungszahl 48. Magne wird für den Mord an Trym bestraft und als er vorschlägt, eine kritische Arbeit über Jutul Industries einzureichen, ist er gezwungen, Isoldes Laptop an Erik zurückzugeben, der ihm diesen gegeben hatte. Als Wiedergutmachung gibt Erik Magne Isoldes Mobiltelefon, das er hoch oben auf dem Berg gefunden hat. Magne gelingt es, es zu entschlüsseln und er findet die belastenden Fotos. Er steigt auf den Berg und entdeckt in einer Höhle, die Jutul Industries gehört, 2.500 Fässer, aus denen Giftmüll, unter anderem Cadmium, austritt. Gry setzt ihre Beziehung zu Fjor fort, obwohl sie ihn seltsam findet und seine Familie Druck auf ihn ausübt, die Beziehung zu beenden. |           |                            |                            |                 |                                        |
| 6 | 6         | Ja, wir lieben dieses Land | Ja, vi elsker dette landet | Jannik Johansen | Jacob Katz Hansen                      |
| Magne meldet die Existenz des Fasslagers der Polizei, doch als diese die Fässer suchen will, sind sie verschwunden, da die Polizei die Jutuls über den Besuch informiert hatte. Magne wird von der Polizei und den Schulbehörden nicht ernst genommen und von der Schule suspendiert, da er ein psychologisches Gutachten benötigt. Magne wird vom Psychiater fälschlicherweise als paranoid-schizophren diagnostiziert und bekommt antipsychotische Medikamente verschrieben, deren Einnahme er verweigert. Auch Turid scheint Magne als völlig ungerecht gegenüber den Jutuls zu empfinden und Laurits bittet sie, eine bessere Mutter zu sein. Fjor zeigt immer noch Gefühle für Gry und versucht ihrer Familie mit Geld zu helfen. Er teilt Magne auch mit, dass er mit den giftigen Fässern von Jutul Industries Recht hatte, und verrät, dass sie von Edda weggeschafft werden sollen. Die Jutuls fordern Fjor auf, Gry zu töten; Saxa droht, Gry selbst zu töten, wenn er es nicht tut. Am Tag der Verfassung hinterlässt Magne einige Giftfässer auf der Treppe des Polizeireviers, und trotz Vidars Versuchen, den Polizeichef einzuschüchtern, wird eine Untersuchung eingeleitet. Magne verlässt die Zeremonie zum Tag der Verfassung und folgt Fjor, der Gry in ein verlassenes Lagerhaus bringt. Er beginnt sie anzugreifen, aber Magne greift ein und rettet ihr das Leben. Vidar erscheint, identifiziert Magne als Thor und greift ihn an. Vor dem Kampf warnt Magne Fjor und Gry zu fliehen. Magne wird fast von Vidar überwältigt, aber er ruft einen Blitz vom Himmel, mit dem er Vidar trifft. Auch Magne wird durch den Blitz verletzt, aber es scheint, dass er den Schlag überlebt hat. Auf der anderen Seite verkleidet sich Laurits bei der Zeremonie zum Tag der Verfassung als Schulleiterin Ran und hält vor der ganzen Stadt eine prätentiöse Rede, in der er sarkastisch darauf hinweist, dass es trotz der Demokratie keine wirkliche Wahl für das gemeine Volk gebe und dass die Jutuls sie alle ausnutzen und aufgrund ihrer Position als letzte in der Klimakrise untergehen würden. |           |                            |                            |                 |                                        |
| Alle Episoden wurden am 31. Januar 2020 sowohl in Originalsprache als auch in deutscher Sprache bei Netflix veröffentlicht. |           |                            |                            |                 |                                        |

### Staffel 2
| Nr. (ges.) | Nr. (St.) | Deutscher Titel                              | Originaltitel                            | Regie               | Drehbuch                        |
| --- | --------- | -------------------------------------------- | ---------------------------------------- | ------------------- | ------------------------------- |
| 7 | 1         | Waffenbrüder                                 | Brothers in Arms                         | Mogens Hagedorn     | Adam Price & Emilie Lebech Kaae |
| Die zweite Staffel setzt direkt am Ende der ersten Staffel an. Magne und Vidar haben den Kampf überlebt. Magne spricht in einem anderen Reich mit Wenche, die ihm offenbart, dass er im Kampf gegen die Riesen Unterstützung auf seiner Seite braucht. Die Jutuls halten Kriegsrat. Vidar berichtet Ran und Saxa, dass er Magne nicht töten konnte und dass Magne Blitze heraufbeschwören kann. Fjor hat Gry nicht getötet, sagt sich von den Jutuls los und zieht bei Gry ein. Magne spricht mit Laurits darüber, dass er Thor ist und bittet ihn an seiner Seite zu kämpfen, aber dieser lässt sich nicht überzeugen. Am Todestag von Magnes Vater besuchen die Seiers dessen Grab. Laurits spricht an, wie anders als sein Vater und Magne er ist. Vor dem Friedhof begegnen sie Erik, der verkündet, dass Magne in die Schule zurückkehren kann und Magne von Thors Hammer Mjölnir erzählt. Das Auto der Seiers springt nicht an und in der Werkstatt begegnet Magne dem Mechaniker Harry. Saxa steigt in die Geschäfte von Jutul Industries ein, um ihren Vater dabei zu unterstützen, die Firma gegen Vorwürfe der Umweltverschmutzung zu verteidigen. Wenche trägt Turid auf, Magne mitzuteilen, dass er einen Gott treffen wird, den er an der ersten Strophe der Völuspá erkennen wird. Magne begibt sich auf Wenches Anweisung hin auf eine Brücke, wo er Iman begegnet, die sich als Göttin Freya entpuppt. Iman weiß zunächst nicht, welche neue Fähigkeit sie erhalten hat, aber demonstriert ihre Fähigkeiten zur Gedankenkontrolle später auf einer von Laurits veranstalteten Party. Laurits ist traurig, dass sein Crush Jens nicht bei der Party erschienen ist und spricht mit seiner Mutter darüber, dass er darunter leidet, sich anders zu fühlen. Turid gesteht Laurits, dass Vidar sein Vater ist. Sie erzählt auch Vidar davon. Magne und Iman gehen zu Harry um ihn zu beauftragen Mjölnir zu schmieden, von dem Magne Skizzen angefertigt hat. |           |                                              |                                          |                     |                                 |
| 8 | 2         | Was ist mit der netten alten Dame geschehen? | Hva skjedde med den snille, gamle damen? | Mogens Hagedorn     | Adam Price & Emilie Lebech Kaae |
| 9 | 3         | Der Aufstand                                 | Power to the People                      | Mogens Hagedorn     | Adam Price & Emilie Lebech Kaae |
| 10 | 4         | Das Begräbnis                                | Gud er Gud, om alle mann var døde.       | Mogens Hagedorn     | Adam Price & Emilie Lebech Kaae |
| 11 | 5         | Erkenne dich selbst                          | Kjenn deg selv                           | Mads Kamp Thulstrup | Adam Price & Emilie Lebech Kaae |
| 12 | 6         | Nur die Liebe zählt                          | All You Need Is Love                     | Mads Kamp Thulstrup | Adam Price & Emilie Lebech Kaae |
| Alle Episoden wurden am 27. Mai 2021 sowohl in Originalsprache als auch in deutscher Sprache bei Netflix veröffentlicht. |           |                                              |                                          |                     |                                 |

### Staffel 3
| Nr. (ges.) | Nr. (St.) | Deutscher Titel               | Originaltitel | Regie           | Drehbuch |
| ---------- | --------- | ----------------------------- | ------------- | --------------- | -------- |
| 13         | 1         | Der Krieg ist vorbei          | War is over   | Mogens Hagedorn | -        |
| 14         | 2         | Bis dass der Tod uns scheidet | -             | Mogens Hagedorn | -        |
| 15         | 3         | Genug!                        | -             | Mogens Hagedorn | -        |
| 16         | 4         | Mein Schatz                   | -             | Mogens Hagedorn | -        |
| 17         | 5         | Abschied von den Waffen       | -             | Mogens Hagedorn | -        |
| 18         | 6         | Ragnarok                      | -             | Mogens Hagedorn | -        |

## Rezeption
Die Serie erhielt überwiegend positive Kritiken. Das Filmkritik-Portal Rotten Tomatoes gibt 70 % (Stand 17. November 2021) positive Rezensionen an.
Juliane Klein von citizenz.de schrieb: „Schon so einige Werke haben sich der nordischen Mythologie verschrieben. Sei es der actiongeladene Versuch Marvels den Donnergott Thor auferstehen zu lassen oder die historischen Begebenheiten der Vikings mit ihren Göttern und ihrem Glauben. Doch nur selten gab es ein Werk, das auf solch authentische Art versuchte, nordische Götter in unsere heutige Zeit zu bringen.“ Sie hebt lobend hervor, dass Ragnarök es schaffte, den Einsatz von CGI auf ein Minimum zu reduzieren. Sie bewertete die Serie mit 3,5 von 5 Sternen.
Benedikt Scherm schreibt in der Süddeutschen Zeitung, dass Ragnarök so vieles sein wolle, etwa „eine Art Percy Jackson, eine Parabel auf die Macht großer Firmen, ein Coming-of-Age-Stück und eine Serie zur Klimakrise“. Am Ende sei es aber „so wenig“.